# New Radiant
Der New Radiant Sports Club ist ein Verein aus Malé, Malediven, welcher 1979 gegründet wurde. Aktuell spielt die Herren-Fußballmannschaft in der höchsten Liga des Landes, der Dhivehi Premier League. Seine Heimspiele trägt der Verein im Rasmee-Dhandu-Stadion aus. Der Verein gewann bisher elfmal die nationalen Meisterschaften und siebenmal die Dhivehi League. Der Verein nahm bereits mehrmals an verschiedenen kontinentalen Wettbewerben der AFC teil. Der größte Erfolg daraus war das Erreichen des Halbfinales des AFC Cup 2005. Dort musste man sich dem späteren Gewinner Al-Faisaly mit 2:5 nach Hin- und Rückspiel geschlagen geben. Im Jahre 2007 wurde der Deutsche Gerd Zeise Trainer der Fußballmannschaft.  In der Saison 2018 war Sobah Mohamed  Trainer der Blues, wie der Verein auch genannt wird.

## Vereinserfolge

### National
- Dhivehi League (7)

Meister 2000, 2006, 2012, 2013, 2014, 2015, 2017
- Maldives Nationale Meisterschaft (Presidents Cup) (11)

Gewinner 1987, 1990, 1991, 1995, 1997, 2004, 2007, 2012, 2013, 2014, 2017
- Maldives FA Cup (12)

Gewinner 1989, 1991, 1994, 1996, 1997, 1998, 2001, 2005, 2006, 2007, 2013, 2017

### Kontinental
- AFC Champions League (1 Teilnahme)

2. Qualifikationsrunde 2002/03
- AFC Cup (9 Teilnahmen)

Halbfinale 2005
Viertelfinale 2013
- Asian Cup Winners Cup (5 Teilnahmen)

Viertelfinale 1995
- Asian Club Championship (3 Teilnahmen)

Viertelfinale 1993/94

## Trainerchronik
| Trainer            | Nation                             | von               | bis               |
| ------------------ | ---------------------------------- | ----------------- | ----------------- |
| Vladimir Goffa     | Slowakei                           | 1. Juli 2006      | 1. April 2008     |
| Welisar Popow      | Bulgarien                          | 6. Januar 2013    | 31. August 2013   |
| Ángel Pérez García | Spanien                            | 26. November 2013 | 4. März 2014      |
| Mika Lönnström     | Finnland                           | 1. August 2014    | 15. März 2015     |
| Amir Alagic        | Bosnien und Herzegowina Australien | 12. März 2015     | 4. Dezember 2015  |
| Nikola Kavazović   | Serbien                            | 12. Oktober 2015  | 31. Dezember 2015 |
| Bernardo Tavares   | Portugal                           | 16. Januar 2017   | 31. August 2017   |
| Óscar Bruzón       | Spanien                            | 26. Juni 2017     | 1. August 2018    |